# 38M Toldi
38M Toldi bio je laki tenk Kraljevine Mađarske tijekom Drugog svjetskog rata. Napravljen je na temelju švedskog tenka Landsverk L-60B. Nazvali su ga po mađarskom kralju Miklosu Toldiu iz 14. stoljeća. Proizveden je u 202 primjerka. Upotrebljavao se u mađarskim jedinicama tijekom operacije Barbarossa.

## Vanjske poveznice
|  | Zajednički poslužitelj ima još gradiva o temi 38M Toldi |